# کیرشبایشل
کیرشبایشل (به آلمانی: Kirchbichl) یک منطقهٔ مسکونی در اتریش است که در ناحیه کوفستاین واقع شده‌است. کیرشبایشل ۱۵٫۰ کیلومتر مربع مساحت دارد ۵۱۵ متر بالاتر از سطح دریا واقع شده‌است.